# Tuyên Ân
Tuyên Ân (chữ Hán giản thể:宣恩县) là một huyện của Châu tự trị dân tộc Thổ Gia, Miêu Ân Thi, tỉnh Hồ Bắc, Cộng hòa Nhân dân Trung Hoa. Huyện này có diện tích 2758,2 ki-lô-mét vuông, dân số năm 2004 là 340.000 người. Về mặt hành chính, huyện này được chia thành 3 trấn, 6 hương.
- Trấn: Sa Đạo Câu, Tiêu Viên, Châu Sơn.
- Hương: Trường Đàm Hà, Xuân Mộc Doanh, Hiểu Quan, Vạn Trại, Cao La, Lý Gia Hà.